# Leah Metcalf
Pour les articles homonymes, voir Metcalf.
Leah Metcalf, née le 18 septembre 1983 à Takoma Park, est une basketteuse américaine jouant au poste d'arrière du milieu des années 2000 à la fin de celles 2010.
Formée aux États-Unis, Leah Metcalf rejoint l'Europe à 24 ans et s'impose en Suède. Après une alternance avec une seconde saison au Luxembourg, où elle remporte le championnat, puis un passage au Toulouse MB, elle remporte la Ligue de Suède en 2011. Elle rejoint ensuite la Pologne où elle connaît cinq clubs en autant d'années, avec un passage en Russie en 2013. Leah remporte et est élue MVP de la Coupe polonaise en 2016. Revenu à Toulouse, elle rebondit en Australie avant une dernière saison 2018-2019 au C' Chartres.

## Biographie

### Enfance et formation
À l'âge de 5 ans, Leah Metcalf, originaire de Caroline du Nord commence le basket-ball comme son frère. La jeune joueuse s'entraîne dans l'équipe de son école pendant toute sa scolarité et continue de jouer pendant les vacances d'été lors de camps d'entraînements.
Au sein de la Charlotte Christian High School, elle remporte les honneurs de tous les États, de toutes les conférences et de tous les comtés en basket-ball. L'équipe remporte le championnat de l'État lors de son année junior. Elle performe également en athlétisme et remporte les championnats d'État au 100 mètres, au saut en longueur et au triple saut en tant que senior. 
Leah entame ensuite ses études en médecine et en mathématiques à l'université de Caroline du Nord à Chapel Hill. Elle en revêt le maillot bleu et blanc des Tar Heels, rendu célèbre par Michael Jordan. Elle est sacrée joueuse de la semaine d'Atlantic Coast Conference dès novembre 2011 et nommée parmi les postulantes au titre de meilleure rookie 2001-2002. Elle réalise ensuite plusieurs records de longévité de paniers à trois points, passes décisives et marqueuse à l'échelle de son équipe mais aussi du championnat.
Lors de l'été 2006, elle évolue en semi-professionnel au Charlotte Heat en WBCBL (en), dont elle est élue meilleure joueuse de la semaine 7 puis membre de l'équipe-type finale.

### Aller-retour en Suède
Pour la saison 2006-2007, elle rejoint l'Europe et le Marbo Borås en Ligue de Suède. Elle participe à la première qualification de l'histoire du club en play-off et est élue huit fois joueuse du match.
Après avoir remporté le Championnat du Luxembourg 2007-2008 avec Esch, elle revient en Suède, au Marbo Borås. Elle remporte la Damligan 2008-2009 dont elle est élue meilleure arrière, meilleure recrue et meilleure joueuse défensive. Elle est logiquement membre de l'équipe-type ainsi que meilleure passeuse et rebondeuse de la phase régulière ainsi que meilleure marqueuse de son équipe en phase régulière.
Leah arrive ensuite au Toulouse MB pour la saison 2009-2010. Fin décembre 2010, la joueuse s'engage avec le Telge et fait un troisième retour en Ligue de Suède.

### Stabilité en Pologne puis retour en France
Elle passe ensuite plusieurs saisons en Pologne et joue pour Energa Toruń lors de la saison 2011-2012, puis AZS OPTeam Rzeszów (2012-13). Tournant à 13,7 points et 6,1 passes décisives avec Rzeszow, la meneuse américaine s'engage avec le club russe d'Ivanovo en janvier 2013.
Elle retourne ensuite dans le championnat polonais : Artego Bydgoszcz (2013-14), et Basket ROW Rybnik (2014-15). En 2015-2016, Pszczółka AZS UMCS Lublin est sa cinquième équipe polonaise. En janvier 2016, elle remporte le final six de la Coupe de Pologne joué à domicile à Lublin. Leah Metcalf est élue MVP du tournoi,.
En 2016, elle revient au Toulouse MB, mais sa saison est tronquée par une blessure à un mollet. Elle part se soigner en Australie, et y dispute la Summer League 2018. Elle dispute auparavant 19 matchs de Premier League avec 21,2 points de moyenne. 
Pour l'exercice 2018-2019, l'Américaine s'engage avec le club français du C' Chartres BF. 

## Statistiques
| Saison    | Club                    | Championnat | Championnat | Championnat | Coupe | Coupe | Total | Total |
| Saison    | Club                    | Division    | MJ          | Moy         | MJ    | Moy   | MJ    | Moy   |
| --------- | ----------------------- | ----------- | ----------- | ----------- | ----- | ----- | ----- | ----- |
| 2007      | Marbo Basket (sv)       | D1          |             |             |       |       |       |       |
| 2007–2008 | Basket Esch             | D1          |             |             |       |       |       |       |
| 2008–2009 | Marbo Basket (sv)       | D1          |             |             |       |       |       |       |
| 2009–2010 | Toulouse MB             | L2          |             |             |       |       |       |       |
| 2010–2011 | Telge Basket (sv)       | D1          |             |             |       |       |       |       |
| 2011–2012 | Energa Toruń            | D1          |             |             |       |       |       |       |
| 2012–2013 | AZS OPTeam Rzeszów      | D1          |             | 13,7        |       |       |       |       |
| 2013      | Energy Ivanovo          | D1          |             |             |       |       |       |       |
| 2013–2014 | Artego Bydgoszcz        | D1          |             |             |       |       |       |       |
| 2014–2015 | KK Row Rybnik           | D1          |             |             |       |       |       |       |
| 2015–2016 | Pszczółka AZS UMCS (pl) | D1          |             |             |       |       |       |       |
| 2016-2017 | Toulouse MB             | L2          |             | 9,7         |       |       |       |       |
| 2018      | North Adelaide Rockets  | PL          |             | 21,2        |       |       |       |       |
| 2018-2019 | C' Chartres             | L2          |             |             |       |       |       |       |

## Palmarès
- Championnat du Luxembourg (1)
  - Championne : 2008
- Championnat de Suède (1)
  - Championne : 2011 (Telge)
- Coupe de Pologne (1)
  - Vainqueur : 2016
- Championnat de Pologne
  - Troisième : 2012, 2014